# Bechov
Bechov (německy Bechow) je malá vesnice, část města Dolní Bousov v okrese Mladá Boleslav. Nachází se asi 2,9 kilometru západně od Dolního Bousova. Vesnicí protéká Klenice. Okolo Bechova jsou rozsáhlé lesy. Prochází tudy železniční trať Mladá Boleslav – Stará Paka. V katastrálním území Bechov o výměře 3,52 km² leží i Svobodín. Se zbývajícími částmi města katastr Bechova nesouvisí. Odděluje jej území obce Rohatsko.

## Historie
První písemná zmínka o vesnici pochází z roku 1404.
Ve vsi byly v roce 1932 evidovány tyto úřady, živnosti a obchody: obchodník s dobytkem, družstvo pro rozvod elektrické energie, hospodářské strojní družstvo, dva hostince, konfekce, kovář, mlýn, dva obuvníci, pila, obchod se smíšeným zbožím, truhlář.
V letech 1850–1979 byla samostatnou obcí a od 1. ledna 1980 se vesnice stala součástí města Dolní Bousov.